# Хатфийлд (Южен Йоркшър)
Хатфийлд (на английски: Hatfield) е град в североизточна Англия, графство Южен Йоркшър. Населението му е около 17 000 души (2011).
Разположен е на 11 метра надморска височина в низината Хъмбърхед Левълс, на 9 километра североизточно от центъра на Донкастър и на 24 километра югозападно от естуара на река Хъмбър. Селището е известно от Ранното средновековие, а днес е предимно жилищно предградие на Донкастър.

## Известни личности
Родени в Хатфийлд
- Джанет Бейкър (р. 1933), певица